# معصومه جهانچی
معصومه جهانچی یک بازیکن فوتبال پیشین ایرانی است که در پست مهاجم بازی می‌کرده‌است. او عضو تیم ملی فوتبال زنان ایران بوده‌است.